# Möllbrücke
Möllbrücke is een dorp in de Marktgemeinde (gemeente) Lurnfeld in Oostenrijk.
Het is het grootste dorp met het meeste aantal inwoners van de Marktgemeinde Lurnfeld. Möllbrücke is gelegen waar de rivier de Möll in de Drau (Drava) stroomt. In het dorp is een kleine camping met daarnaast een openluchtzwembad. In het dorp zijn diverse kleine cafés en restaurants, drie supermarkten, een tankstation en een groot hotel. Er is tevens een plaatselijke voetbalvereniging.

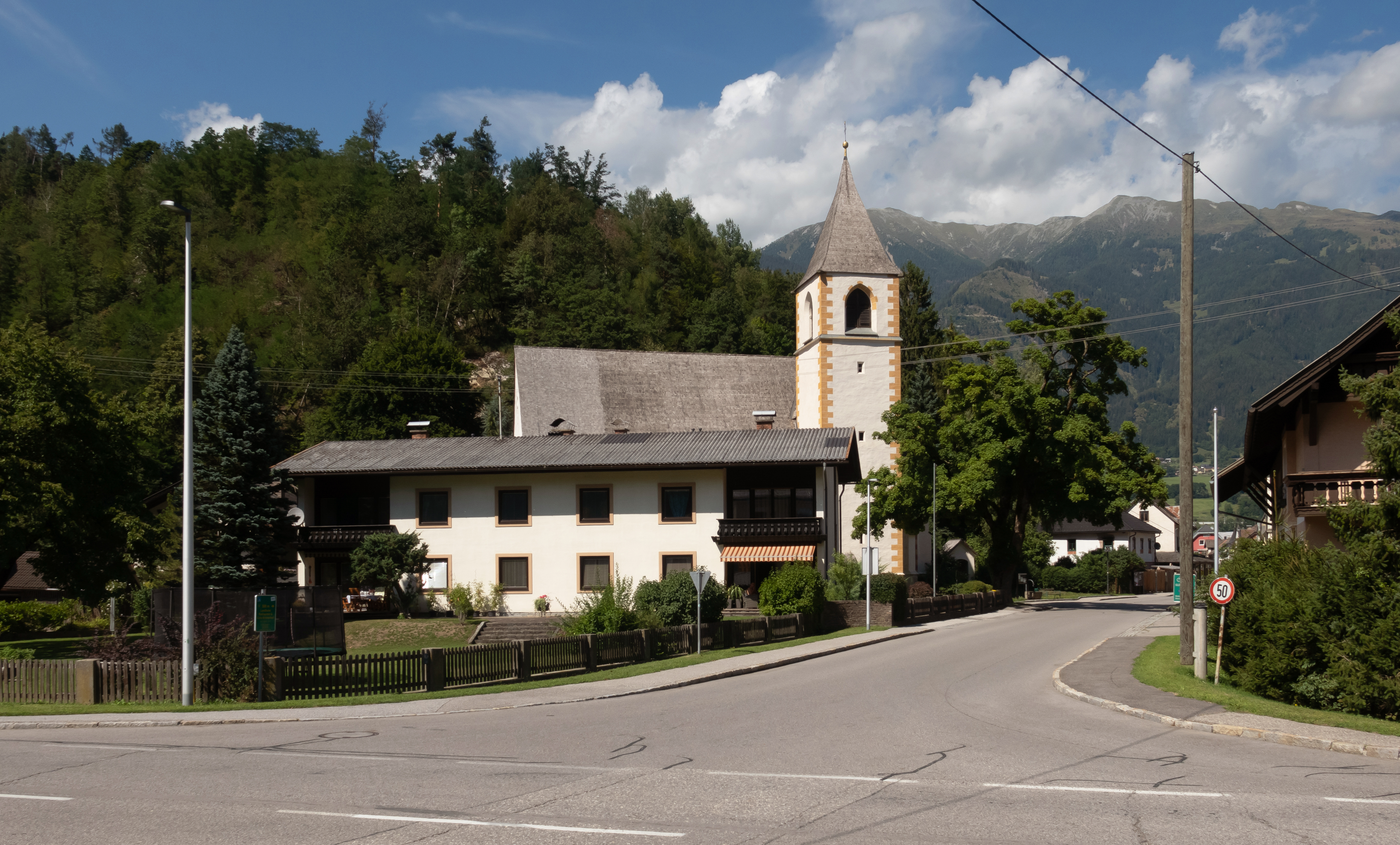
Möllbrücke, kerk: Pfarrkirche Sankt Leonhard
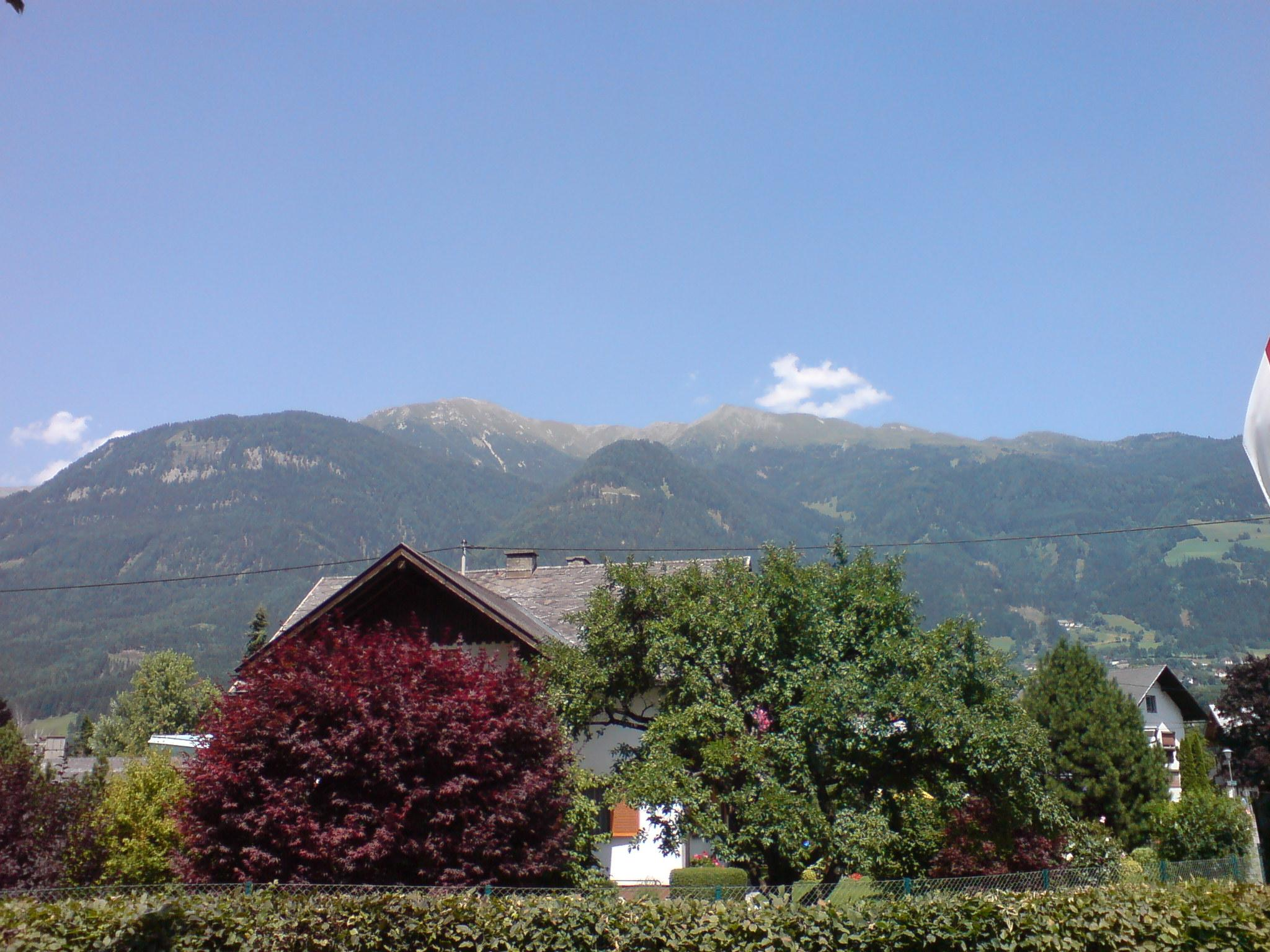
Uitzicht op de bergen
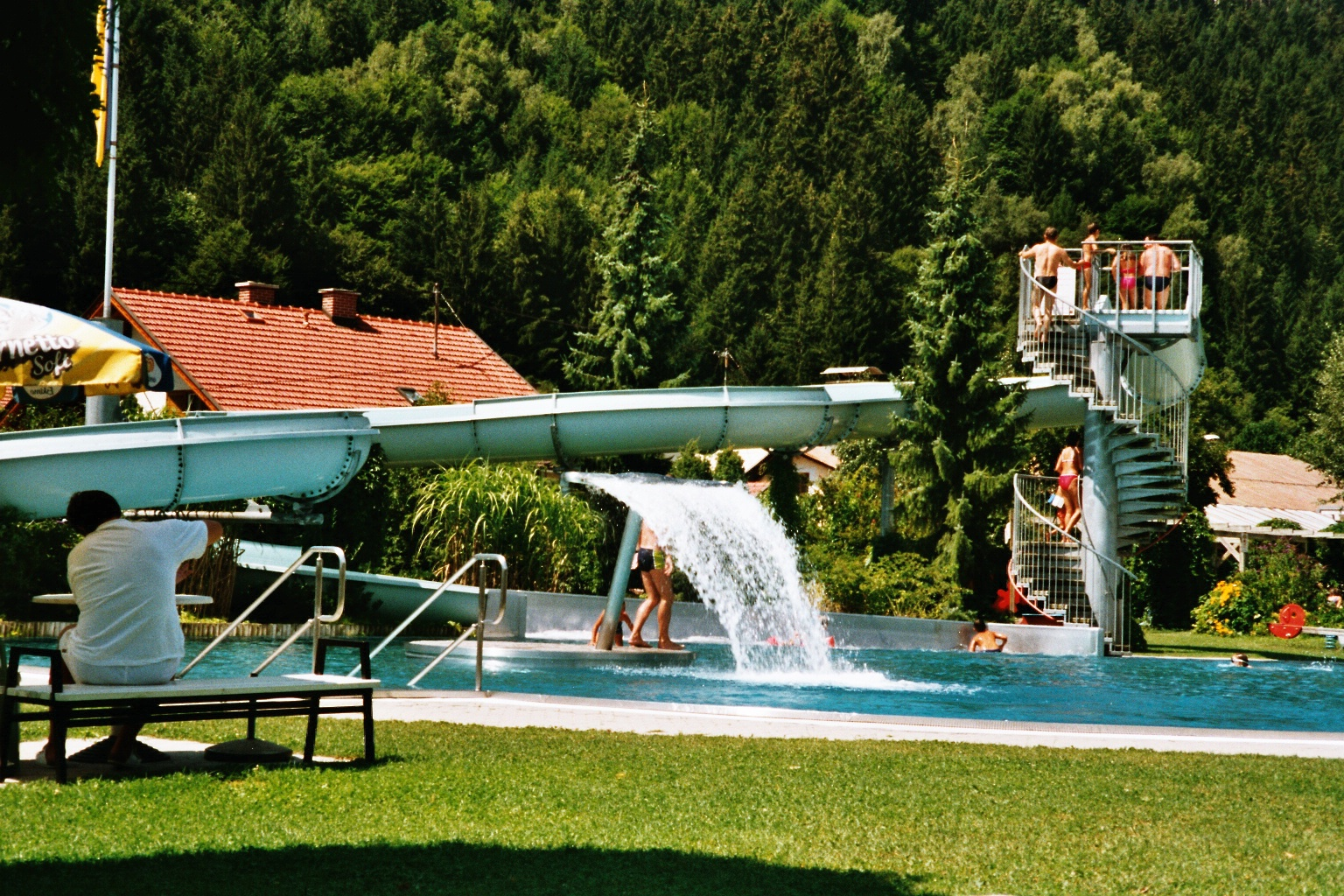
Zwembad